# Oligonychus coffeae
Oligonychus coffeae är en spindeldjursart som först beskrevs av Nietner 1861.  Oligonychus coffeae ingår i släktet Oligonychus och familjen Tetranychidae. Inga underarter finns listade i Catalogue of Life.